# Driven by You
Driven By You is een nummer van de Britse Queen-gitarist Brian May van het album Back To The Light uit 1991. Het verscheen ook op het verzamelalbum Greatest Hits III.
Behalve de album/singleversie zijn er nog drie andere versies van dit lied. De eerste werd gebruikt in een commercial voor Ford, de tweede is een instrumentale versie genaamd Driven By You Too en de derde heeft een nieuw drumgedeelte door Cozy Powell.